# Condado de Cass (Indiana)
O Condado de Cass é um dos 92 condados do estado americano de Indiana. A sede do condado é Logansport, e sua maior cidade é Logansport. O condado possui uma área de 1 075 km² (dos quais 5 km² estão cobertos por água), uma população de 40 930 habitantes, e uma densidade populacional de 38 hab/km² (segundo o censo nacional de 2000). O condado foi fundado em 1829.